# Хувенсіо Осоріо
Хувенсіо Осоріо (ісп. Juvencio Osorio, 1 червня 1950, Асунсьйон — 10 березня 2023) — парагвайський футболіст, що грав на позиції півзахисника за клуби «Серро Портеньйо» та «Еспаньйол», а також національну збірну Парагваю, у складі якої — володар Кубка Америки 1979 року.

## Клубна кар'єра
У дорослому футболі дебютував 1971 року виступами за команду «Серро Портеньйо», в якій провів чотири сезони. Протягом 1972—1974 років тричі поспіль вигравав у її складі футбольну першість Парагваю.
1975 року на запрошення керівництва іспанського «Еспаньйола» перебрався до Європи. Відіграв за барселонський клуб чотири сезони, взявши участь у понад 100 іграх Ла-Ліги.
У 1979 році повернувся на батьківщину, де ще протягом двох з половиною років грав за рідний «Серро Портеньйо», після чого завершив ігрову кар'єру.

## Виступи за збірні
1971 року грав за юнацьку збірну Парагваю (U-19).
1973 року дебютував в офіційних матчах у складі національної збірної Парагваю.
У складі збірної був учасником розіграшу Кубка Америки 1979 року, на якому команда здобула титул континентального чемпіона, а сам гравець відзначився голом у ворота еквадорців на груповій стадії турніру.
Загалом протягом кар'єри у національній команді, яка тривала 8 років, провів у її формі 12 матчів, забивши 2 голи.

## Титули і досягнення
- Чемпіон Південної Америки (U-19): 1971
- Володар Кубка Америки (1):

Парагвай: 1979
- Чемпіон Парагваю (3):

«Серро Портеньйо»: 1972, 1973, 1974